# Jetées de Blackpool
Pour les articles homonymes, voir Pier.
La ville de Blackpool dans le comté du Lancashire  en Angleterre, présente sur sa plage trois jetées (« piers » en anglais) : le North Pier, le Central Pier et le South Pier.

## Jetée nord
La jetée nord (North Pier)  a été dessinée par Eugenius Birch et construit au début des années 1860 par la Blackpool Pier Company. D'une longueur de 500 mètres, elle ouvre au public en mai 1863. Elle est classée monument historique (grade II listed) par la commission anglaise des monuments historiques English Heritage. Elle a subi au cours du temps plusieurs accidents comme des incendies, des tempêtes ou des collisions avec des navires.

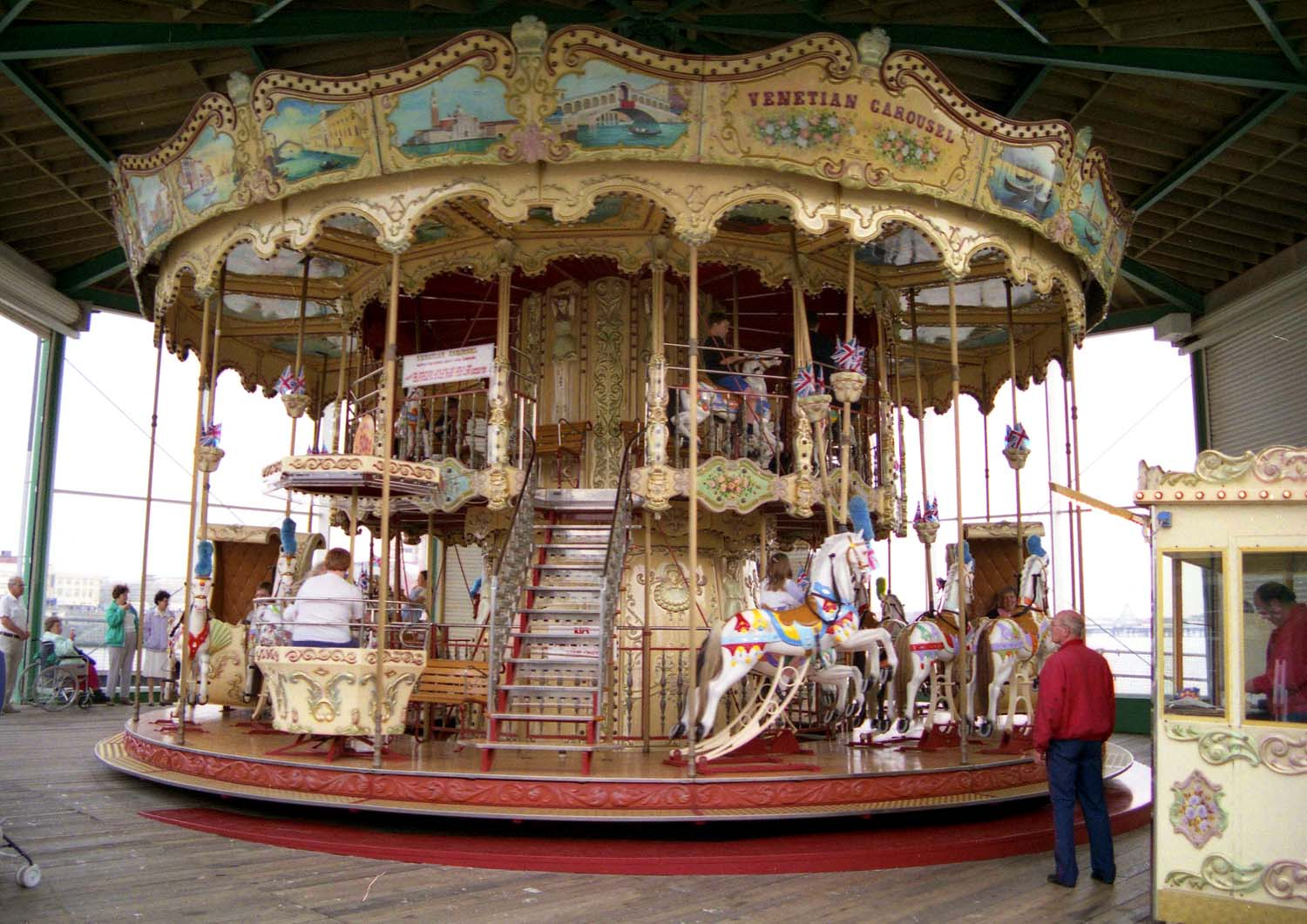
Le carrousel.
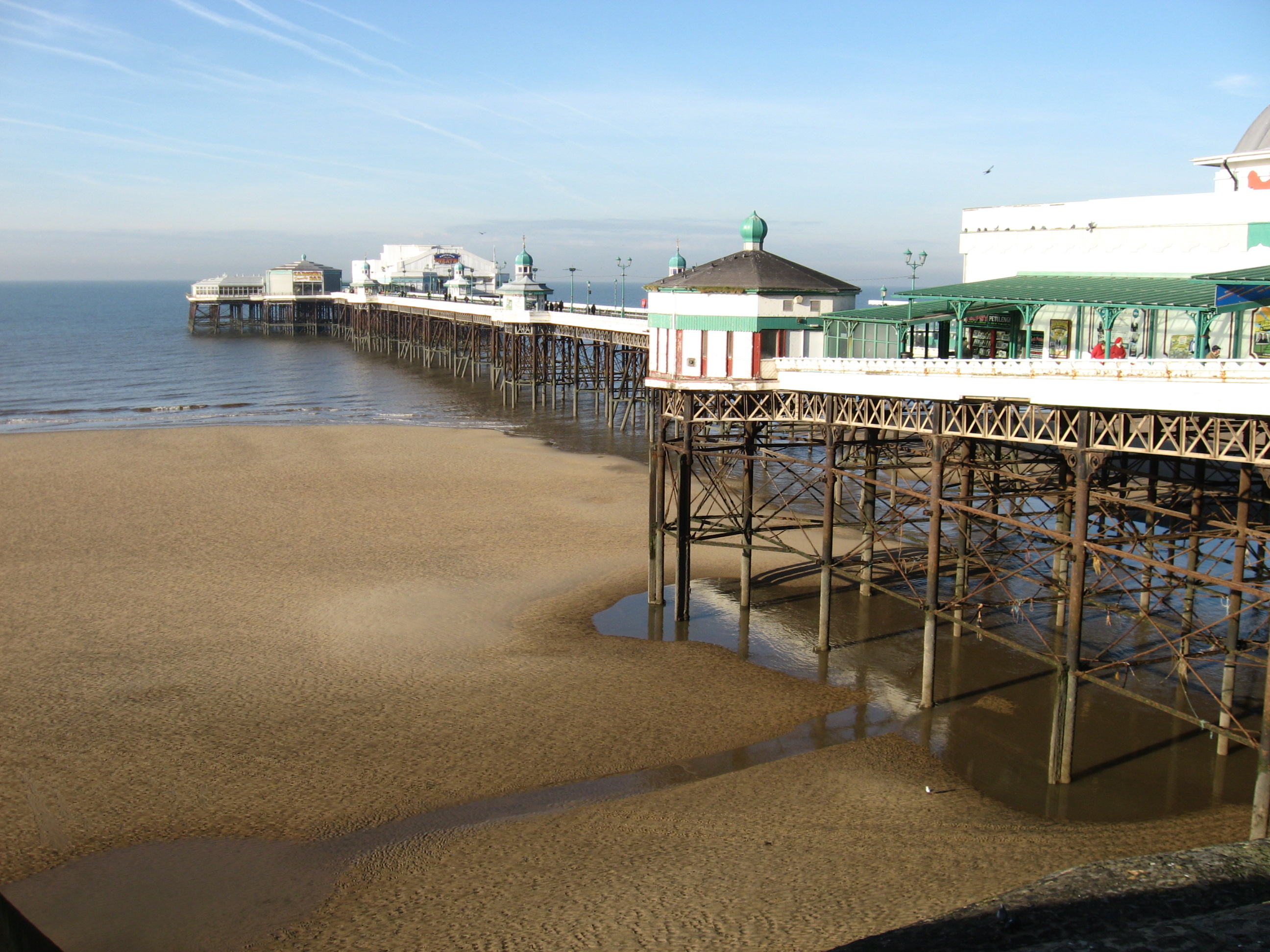
Vue d'ensemble de la jetée nord.
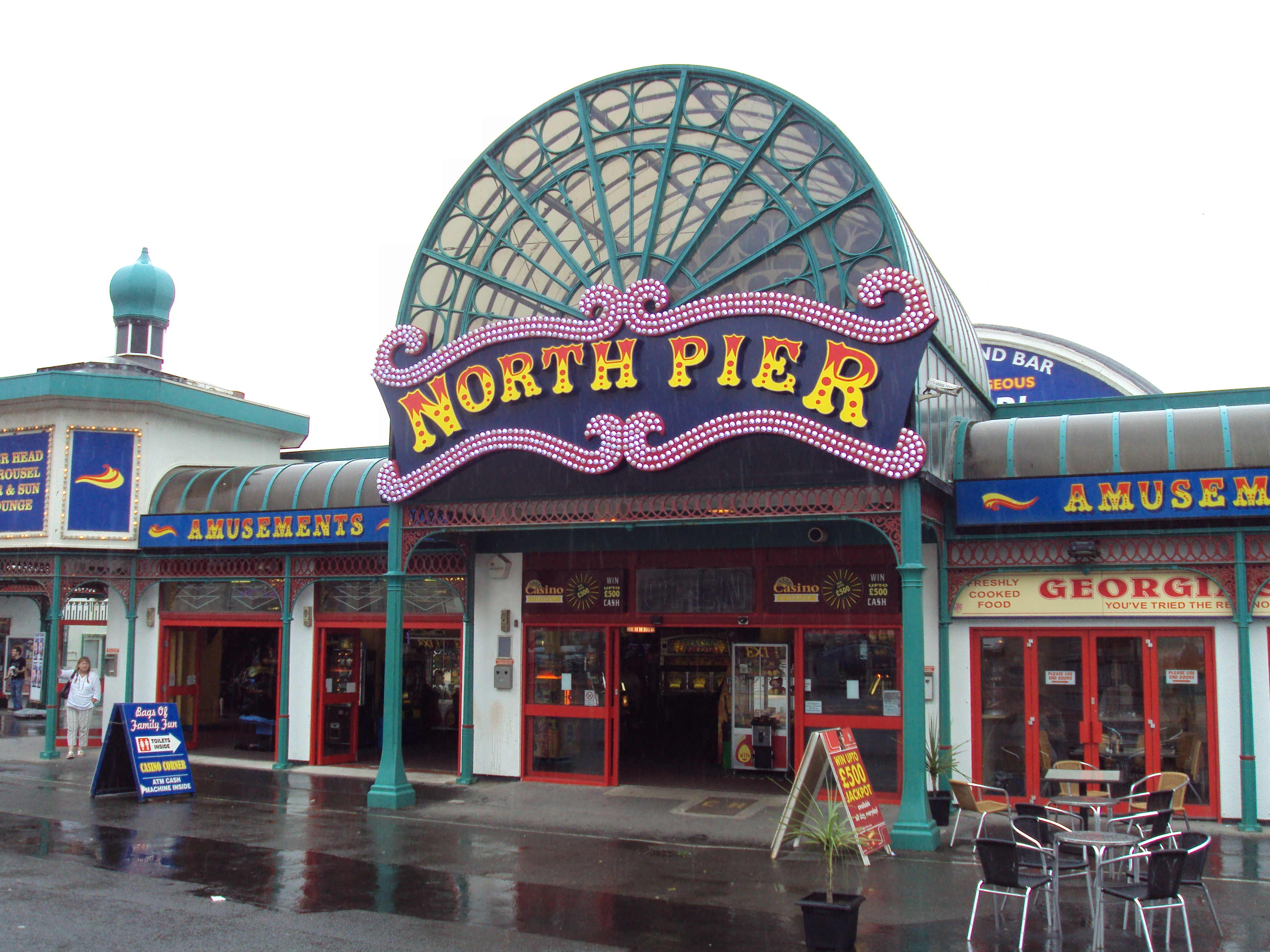
Entrée de la jetée.

## Jetée centrale
La jetée centrale (Central Pier) a été dessinée par John Isaac Mawson et construite par la Blackpool South Jetty company. D'une longueur de 339 mètres elle ouvre au public en mai 1868. Elle comporte un théâtre et de nombreuses attractions diverses notamment une grande roue.

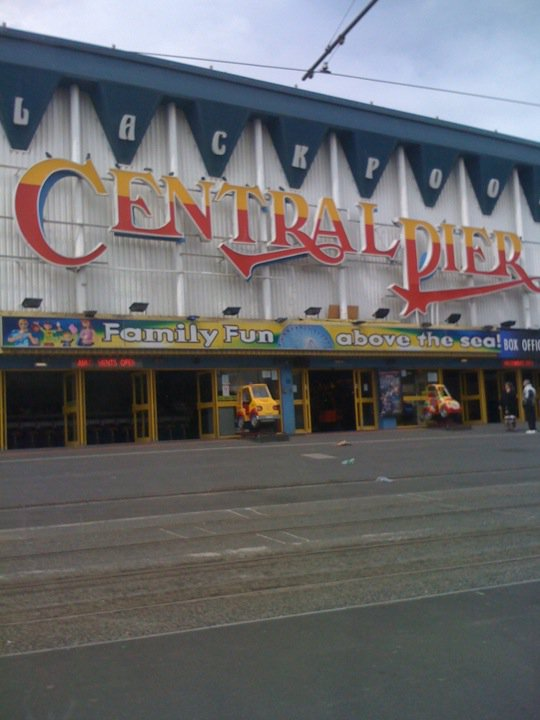
Entrée de la jetée.
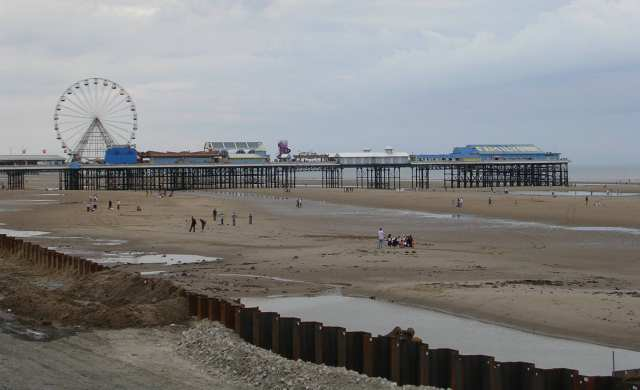
Vue d'ensemble de la jetée centrale.
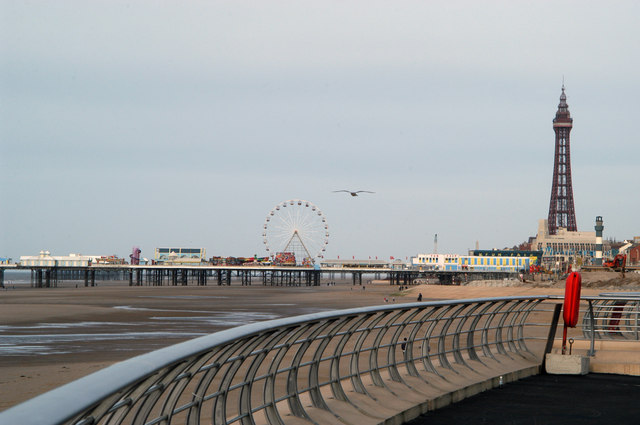
La jetée centrale avec la tour de Blackpool en arrière-plan.
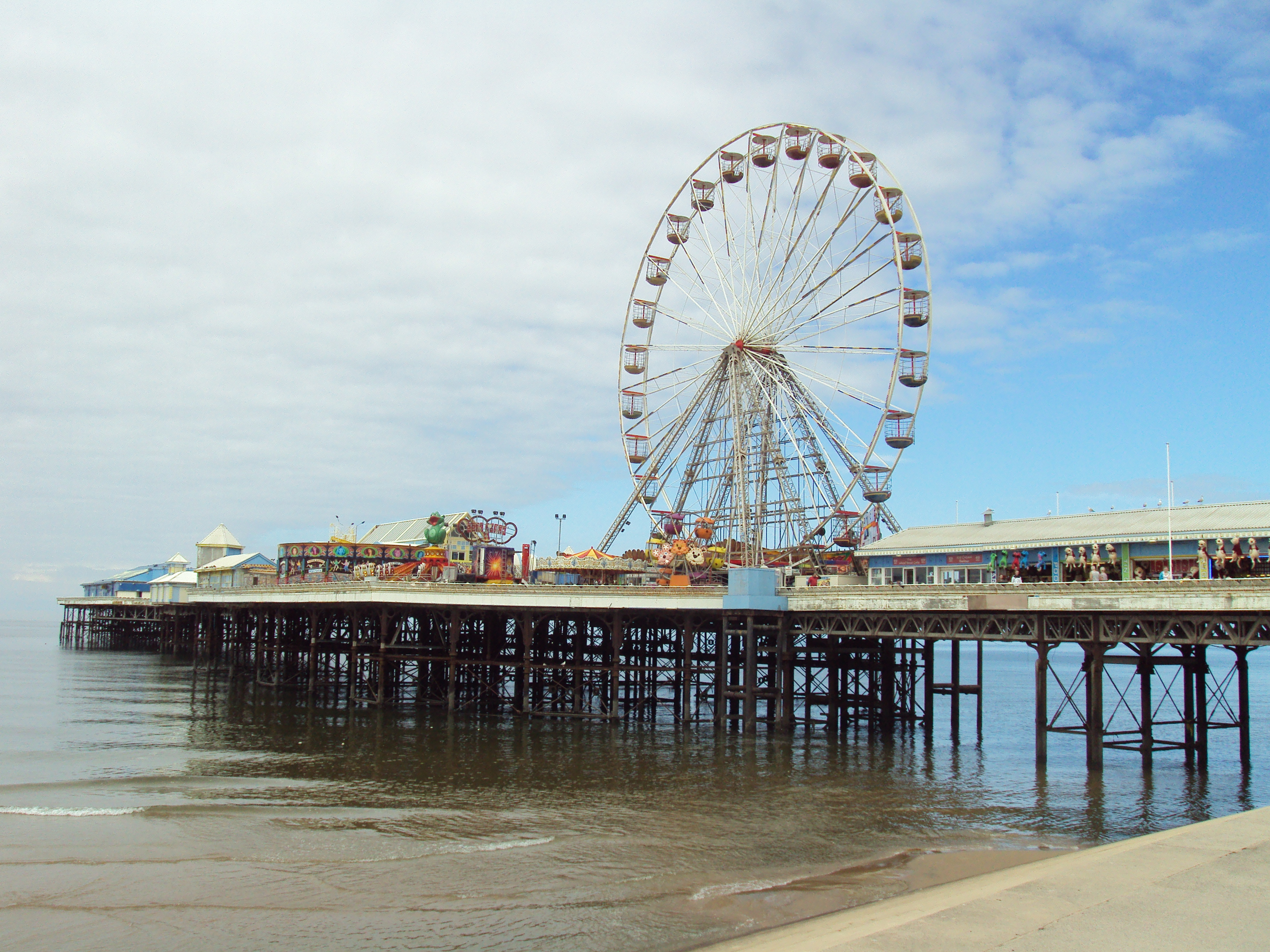
La grande roue.

## Jetée sud
La jetée sud (South Pier), anciennement Victoria Pier, a été dessinée par T. Worthington et construite en 1892 avec la technique des piliers à vis. Le pavillon royal est construit en 1938 ; le grand pavillon est ravagé une première fois par un incendie en 1958 et une deuxième fois en 1964. 
La jetée mesure 150 mètres de long et possède plus d'une trentaine de commerces. En 1963, le hall d'entrée du pavillon royal est transformé en complexe de loisirs et de jeux. Le 10 avril 2011, 70 personnes ont été piégées par la marée haute près de la jetée et secourues par les équipes de sauvetage.

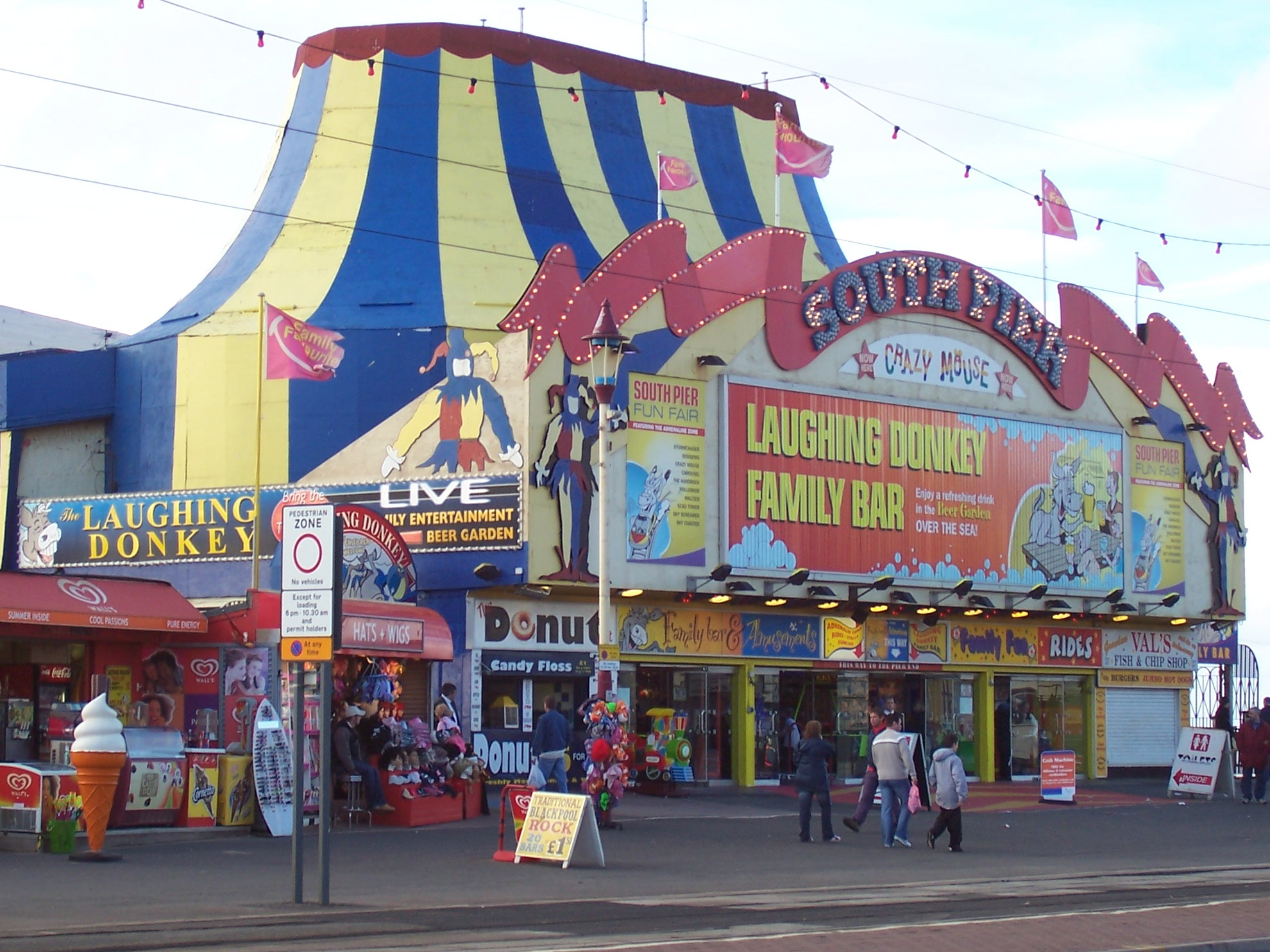
Pavillon des jeux et distractions.
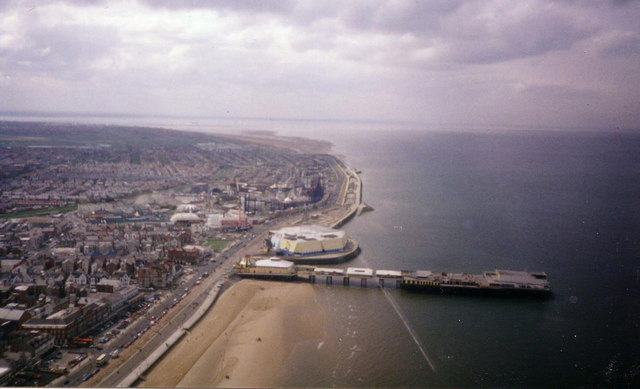
Vue aérienne de la jetée.
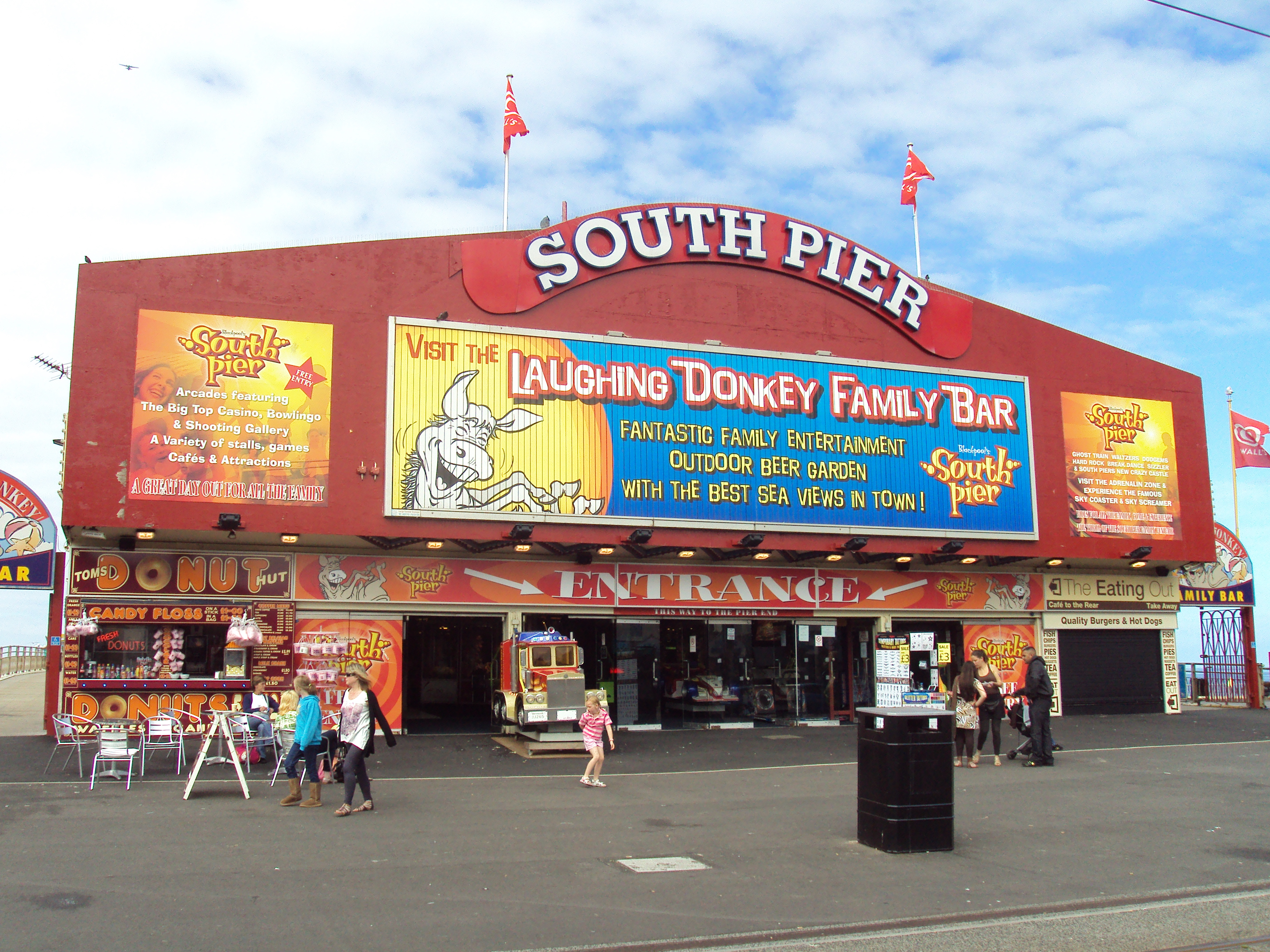
Entrée de la jetée.